# Håga
Håga är en tätort i Uppsala Helga Trefaldighets distrikt i Uppsala kommun belägen omkring fyra kilometer sydväst om centrala Uppsala och också utgörande en stadsdel i Uppsala. 

## Historik
Sommaren 2000 gjordes utgrävningar av ett så kallat kulthus från bronsåldern i Håga by. Byggnaden bestod av stenväggar som bildade en rektangel med bredden 3 meter och längden 25 meter. I ena kortändan fanns ett stenblock som skilde sig från övriga stenar. När man i dag slår på detta stenblock med en mindre sten hörs en dov klang. Denna typ av sten kallas fonolit eller klangsten. På den undersökta klangstenen fanns 14 skålgropar.
Då Andreas And blev domprost i Uppsala 1278 innehade Uppsala domkyrka 2 öresland jord här i Håga, det är första gången byn omtalas i skriftliga handlingar. 1301 omnämns bonden Joar i Håga ('de Haghe') som faste på ting i Uppsala. Därefter förekommer Håga flitigt i medeltida handlingar. 1456 skriver sig väpnaren Jöns Magnusson till byn. 1540–1569 omfattar byn 4 mantal frälse (de ärvdes 1555 av Åke Bengtsson Färla efter hans morbror Jöran Åkesson (Tott)) samt ett skattehemman, som 1548 såldes av borgaren Anders Jönsson i Uppsala till Gustav Vasa och därefter blev arv och eget.
Fram till 1998 fanns en anstalt för utvecklingsstörda i Håga. Delar av bebyggelsen i Håga har sitt ursprung från denna tid, men byggdes 1997/1998 om till vanliga bostäder då verksamheten upphörde och fastigheterna såldes till Uppsalahem. 
År 2013 revs simhallen Delfinen, som även inhyste ett gym, och radhus byggdes i dess ställe, vilka stod klara december 2015.

### Befolkningsutveckling
| Befolkningsutvecklingen i Håga 2000–2020 | Befolkningsutvecklingen i Håga 2000–2020 | Befolkningsutvecklingen i Håga 2000–2020 | Befolkningsutvecklingen i Håga 2000–2020 | Befolkningsutvecklingen i Håga 2000–2020 |
| ---------------------------------------- | ---------------------------------------- | ---------------------------------------- | ---------------------------------------- | ---------------------------------------- |
|                                          |                                          |                                          |                                          |                                          |
| År                                       |                                          |                                          | Folkmängd                                | Areal (ha)                               |
| 2000                                     | 2000                                     |                                          | 312                                      | 20                                       |
| 2005                                     | 2005                                     |                                          | 317                                      | 20                                       |
| 2010                                     | 2010                                     |                                          | 302                                      | 20                                       |
| 2015                                     | 2015                                     |                                          | 319                                      | 30                                       |
| 2020                                     | 2020                                     |                                          | 296                                      | 32                                       |
| Anm.: Ny tätort 2000                     |                                          |                                          |                                          |                                          |

## Samhället
I Håga finns en ekoby, en waldorfskola (förskola-högstadium), en montessoriförskola, en fornlämning (Hågahögen) som bland annat fungerar som pulkabacke och ett aktivt bycentrum. I bycentrum finns frisör, ekologisk matbutik och företagslokaler som inhyser bland annat ett IT-företag inom IT forensics. Det finns även en scen där en förening anordnar en del konserter och andra framträdanden. Fram till 2013 fanns även en byggnad med gym och bad, som numera har ersatts av bostäder. Under sommaren 2017 flyttade Lingonbackens förskola från en villa i byn till en av byggnaderna i centrum som ägs av Uppsalahem. Lingonbacken är en förskola med Montessori-inslag. Ett mindre vattenfall, Kvarnbofallet, ligger västerut på gränsen mot Kvarnbo. Vattenfallet brukar vara centrum för en aktivitet i november varje år, lyktvandringen, som brukar locka tusentals Uppsalabor. Från Håga utgår flera spår och leder i Hågadalen-Nåstens naturreservat, söder om Håga, där man kan se rådjur, rovfåglar, ormar och många andra djurarter.
Längs med Håga löper den gamla banvallen för rälsbussen Uppsala–Enköpings Järnväg som gick mellan Uppsala och Enköping och som lades ned i juni 1980.